# جیمی کینگ (شناگر)
جیمی کینگ (به انگلیسی: Jaime King) (زادهٔ ۱۸ دسامبر ۱۹۷۶) شناگر اهل بریتانیا است.